# Jean-Baptiste Louis Gros
Jean-Baptiste Louis Gros, född den 8 februari 1793 i Ivry-sur-Seine, död den 17 augusti 1870 i Paris, var en fransk baron och diplomat.
Gros började sin diplomatiska bana under den bourbonska restaurationen och baroniserades 1829. Han undertecknade tillsammans med lord Elgin fördraget i Tianjin (27 juni 1858) samt bragte en handelstraktat med Japan till stånd den 9 oktober samma år. År 1860 avslöt han i Peking freden mellan Frankrike och Kina, 1862–1863 var han ambassadör i London.
Gros är också känd som en av de första dagerrotypisterna.